# 喬羅潘帕區
7°17′14″S 78°34′27″W / 7.2871°S 78.5743°W
喬羅潘帕區（西班牙語：Distrito de Choropampa），是秘魯的一個區，位於該國北部卡哈馬卡大區的喬塔省，始建於1991年12月12日，面積171.6平方公里，海拔高度2,850米，2005年人口3,480，人口密度每平方公里20人。